# Acid izoftalic
Acidul izoftalic este un acid dicarboxilic aromatic cu formula C6H4(COOH)2.  Acest solid de culoare albă este un compus important, fiind utilizat în general ca precursor pentru producerea unor polimeri. Este izomer cu acidul ftalic și cu acidul tereftalic.